# Tapas
Tapas er navnet på en række små, spanske retter, der kan bruges som appetitvækkere eller sættes sammen til et stort måltid. Tapa betyder låg på spansk, og det menes at ordets brug i forbindelse med mad stammer fra Andalusien, hvor tyndt brød eller skinke blev brugt som låg på glassene for at holde insekter ude af sherryen.